# Макс Ейдум
Макс Ісаак Ейдум (дан. Max Isaac Ejdum, нар. 15 жовтня 2004, Свеннборг, Данія) — данський футболіст, півзахисник клубу «Оденсе».

## Ігрова кар'єра

### Клубна
Макс Ейдум починав займатися футболом у своєму рідному місті Свеннборг. Пізніше він приєднався до футбольної школи клубу «Оденсе». Де Макс пройшов всі юнацькі команди до основного складу. 29 липня 2022 року у матчі чемпіонату країни проти «Мідтьюлланна» Ейдум дебютував на дорослому рівні.
У лютому 2023 року Ейдум підписав з клубом новий контракт до літа 2026 року і з нового сезону він став постіним гравцем основного складу.

### Збірна
З 2021 року Макс Ейдум виступає за юнацькі збірні Данії.